# Iznart d'Entrevenas
Iznart d'Entrevenas, o Isnart d'Entrevenas o d'Antravenas (fl. 1203-1225), fou un trobador provençal. Es diu que era fill de Raimon d'Agout, mecenes de trobadors, i de Beatriu de Dia, trobairitz i filla de Jaufré Reforzat de Trets.
Isnart tenia possessions als territoris d'Agoult (dels quals la família pren el nom), Pontevés i Entrevenas. De la seva poesia es desprèn que va fer una estada a la Llombardia. A la Provença apareix en diversos documents entre 1203 i 1225 i va governar Arle el 1220. El 22 de novembre de 1251, un Isnart d'Entrevenas va presenciar el tractat de pau entre Barral dels Baus i Carles I d'Anjou, però és probable que es tractés en realitat del seu fill.
L'obra d'Isnart es conserva en dos cançoners, el D (el Poetarum Provinciali de la Biblioteca Estense de Mòdena) i N (l'anomenat Manuscrit de Felip conservat a la Pierpont Morgan de Nova York). Isnart va compondre un sirventès, atacant Blacatz (Blacas d'Aulps) (254.1).

La segona cobla és aquesta:

Si plagues a'n Blacatz,
pos novels es lo sos,
mais valgra sa chanzos
s'i meses puois e praz,
horz e vergers foillaz,
Espaign'et Almaria
e Franz'e Lombardia
e los bous Bertelai
e los loncs iornz de mai
e'l dotze mes de l'an
e l'herba Saint Iohan
e la pasqa floria.
"Bertelai" és una referència al Bertolai de la llegenda artúrica, que apareix a Lancelot del Llac. Probablement Isnart va prendre la idea d'un poema de Giraut de Bornelh. També va compondre un partiment, Del sonet, amb el joglar de Pelestort abans de 1237.